# 西山左内
西山 左内（にしやま さない、1882年（明治15年）3月 - 没年不詳）は、大蔵官僚、関東庁官僚。

## 経歴
群馬県人狩野清八の四男として生まれ、宮城県人西山省吾の養子となった。1910年（明治43年）、東京帝国大学法科大学政治学科を卒業。大蔵省勤務、司税官、税関事務官、横浜税関総務課長、門司税関長を務めた。1921年（大正10年）、関東庁事務官に転じ、同財務局長を務めた。
退官後の1933年（昭和8年）、満洲電信電話株式会社監事に選ばれ、1936年（昭和11年）まで在任した。その後は中野商店株式会社取締役、長崎鉱業株式会社取締役を務めた。